# Kaardenbolfamilie
Dipsacaceae is de botanische naam van een familie van tweezaadlobbige planten. Een familie onder deze naam wordt algemeen erkend door systemen voor plantentaxonomie. In het APG II-systeem (2003) is erkenning van deze familie echter optioneel, en de planten mogen ook ingedeeld worden in de kamperfoeliefamilie (Caprifoliaceae). Dit laatste is de keuze van de 23e druk van de Heukels, zodat deze familie aldaar niet bestaat.
Indien erkend bestaat de familie uit een paar honderd soorten, in ruwweg een dozijn genera.
De familie werd wel erkend in de 22e druk van de Heukels met de Nederlandstalige naam kaardenbolfamilie. In het cronquist-systeem (1981) was de plaatsing in de orde Dipsacales.